# زراق الساقين الاحمراري
زُراق الساقين الاحمراري (بالإنجليزية: Erythrocyanosis crurum)‏ هي حالة جلدية من أنواع زراق الأطراف وتحدث بسبب التعرض المُزمن (لفترة طويلة) للبرد.

## التسمية
مُصطلح Erythrocyanosis يَعني الزُراق الاحمراي أما مُصطلح crurum فهو مُصطلح لاتيني يعني الساقين، ومُفرده crus وتعني الساق.